# ميكي واشنطن
ميكي واشنطن (بالإنجليزية: Mickey Washington)‏ هو لاعب كرة قدم أمريكية أمريكي، ولد في 8 يوليو 1968 في غالفستون في الولايات المتحدة.